# 박채란
박채란(1979년 1월 26일 ~ )은 대한민국의 작가, 동화작가, 자유기고가이다.

## 경력
- 2001년 ~ 2008년 '장애우권익문제연구소' 월간 <함께걸음>[3] 객원기자
- 어린이책 기획집필모임 '날개달린연필' 리더

## 작품
이주 노동자가 많이 사는 경기도 안산시 원곡동을 배경으로 코시안 어린이, 산업재해 피해자 등 다양한 이들의 삶을 그려낸 다큐멘터리 형식의 《국경 없는 마마》을 비롯하여, 한국 아이가 이주배경을 가진 아이를 바라보는 시선을 다룬 <티나, 기다려 줘!>와 <새로 사귄 친구>, <까매서 안 더워?> 세 작품을 엮은 《까매서 안 더워》, 각기 다른 상처로 인해 자살을 시도하는 세 여고생과 이를 막으려는 주인공의 이야기를 통해 삶과 죽음에 대한 고민을 다루는 《목요일, 사이프러스에서》 등을 집필하였다. 이 중 《국경 없는 마을》은 2010년 서울시 '한 도서관 한 책 읽기' 도서로 선정되기도 하였다.

작가는 실제로 안산시 원곡동 국경없는 마을에 살면서 직접 경험한 내용을 토대로 다문화를 주제로 한 작품들을 집필하였으며, 도서관 및 학교 강연을 통해 작품과 현실의 문제를 함께 다루고 있다

## 작품목록
- 《국경 없는 마을》[8]
- 동화집 《까매서 안 더워?》[9]
- 청소년소설 《목요일, 사이프러스에서》[10]
- 《명탐정, 세계 기록 유산을 구하라!》[11]
- 《뿡야의 지구별 경제탐험. 1:누리네 집으로 간 뿡야》[12]
- 단편 <내 화분>[13]
- 《오십번은 너무해》[14][15]
- 《뿡야의 지구별 경제탐험. 2: 똑똑사탕 공장으로 간 뿡야》[16]
- 《거짓말이 왜 나빠》[17]
- 《명탐정, 인류무형유산을 찾아라!》[18]